# Harry Belafonte

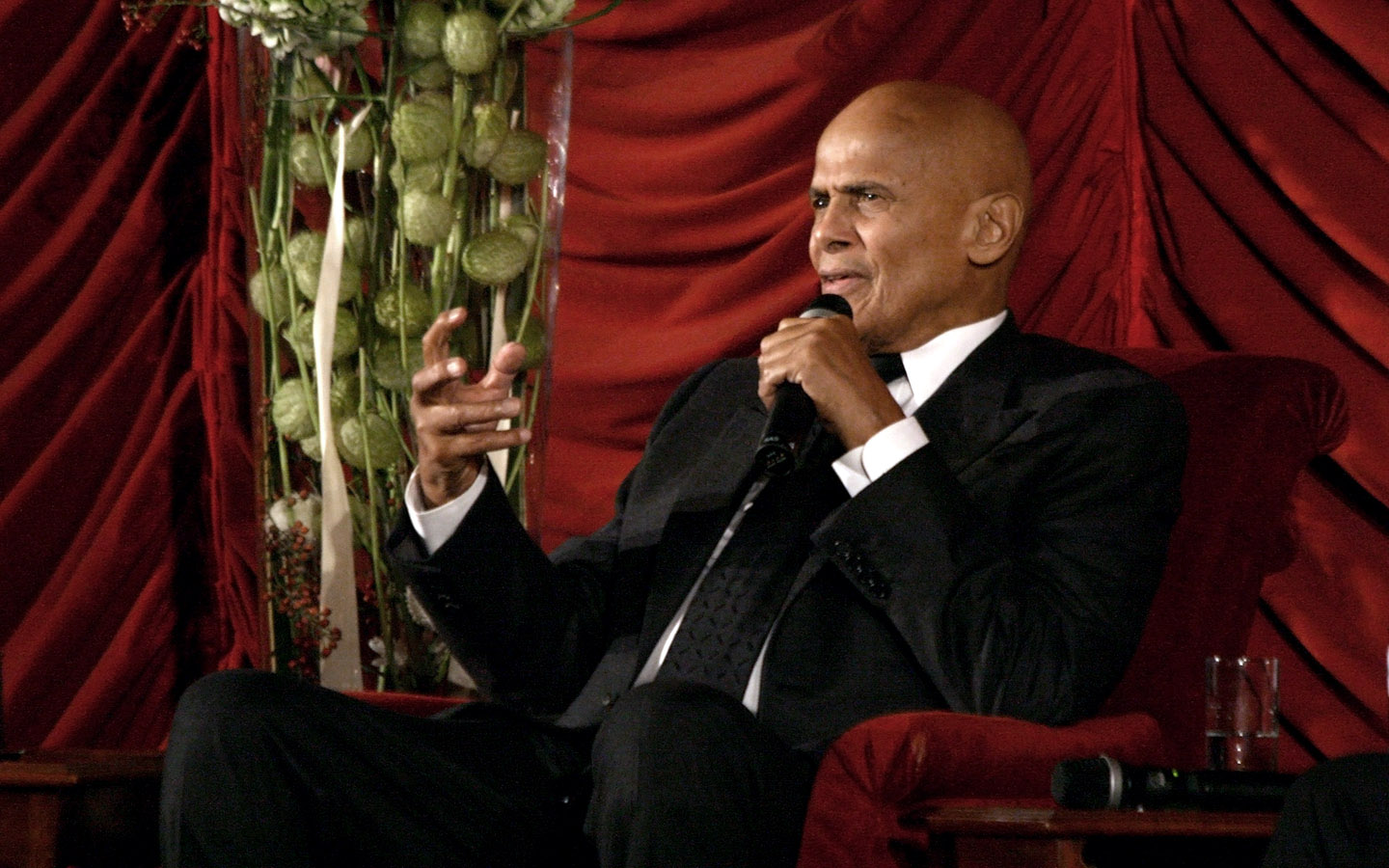
Harry Belafonte, 2011

Harry Belafonte (* 1. März 1927 als Harold George Bellanfanti Jr. in New York; † 25. April 2023 ebenda) war ein US-amerikanischer Sänger, Schauspieler und Entertainer. Er wurde auch für sein politisches und soziales Engagement als Bürgerrechtler und UNICEF-Botschafter bekannt.

## Leben und Werk

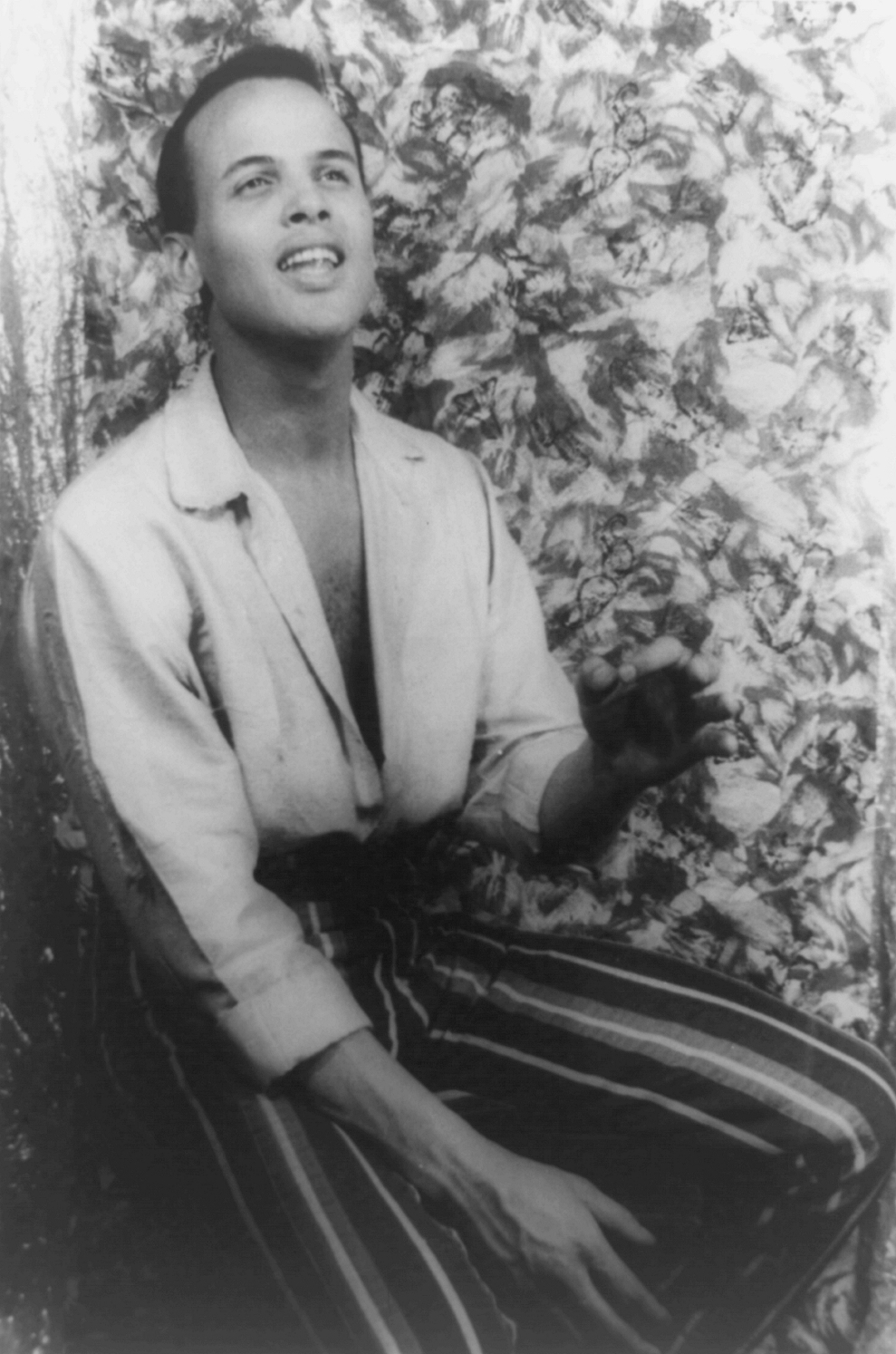
Harry Belafonte (1954)
Fotografie von Carl Van Vechten

### Herkunft und Ausbildung
Belafonte wurde 1927 als Sohn des Matrosen Harold George Bellanfanti Sr. (1900–1990) aus Martinique und der jamaikanischen Hilfsarbeiterin Malvene Lov (1906–1988) im New Yorker Stadtteil Harlem geboren. Er wuchs dort im afroamerikanischen Ghetto auf und zog 1935 mit seiner Mutter und seinen beiden älteren Brüdern in deren Heimatland Jamaika. 1939 kehrte die Familie nach New York zurück, wo er die Highschool besuchte.
Während des Zweiten Weltkriegs gehörte er der US Navy an. Nach einem Theaterbesuch im American Negro Theater, bei dem der Schauspieler Paul Robeson auftrat, beschloss er, Schauspieler zu werden. Er nahm Ende der 1940er Jahre an dem vom deutschen Regisseur Erwin Piscator geleiteten Dramatic Workshop der New School for Social Research Unterricht, wo zur selben Zeit auch Tony Curtis, Marlon Brando, Judith Malina und Walter Matthau studierten; nebenher jobbte Belafonte als Fahrstuhlführer und Verkäufer.

### Erste Erfolge
1954 gelang es Belafonte, sich als Schauspieler und Musiker zu etablieren, und er erhielt eine eigene Fernsehshow. Er trat zunächst mit karibischen Folksongs und Calypso-Musik auf und entwickelte sich dann zum vielseitigen Weltmusiker. Dem US-amerikanischen Publikum brachte er Miriam Makeba und den ebenfalls noch unbekannten Bob Dylan nahe. Mit seiner Musik gelang Belafonte die Überschreitung der bis in die 1960er Jahre wirkenden Rassentrennung im amerikanischen Fernsehen, beispielsweise mit einem Auftritt mit Petula Clark beim Fernsehsender NBC. Seine Töchter besuchten die von dem deutschen Emigrantenehepaar Max und Gertrud Bondy geleitete Windsor Mountain School in Lenox (Massachusetts), eine der wenigen koedukativen und multiethnischen Schulen, die es in den 1960er Jahren in den USA gab.

### Schauspiel
Ab 1953 wirkte Belafonte in mehreren Kinofilmen als Schauspieler mit, u. a. in Otto Premingers Carmen Jones (1955, einer Adaption von Georges Bizets Oper Carmen), Heiße Erde (1957), Samstagnacht im Viertel der Schwarzen (1974) und Robert Altmans Kansas City (1996), PB & J Otter – Die Rasselbande vom Hoohaw-See (1999), Bobby (2006). Als erster Schwarzer wurde er 1960 mit einem Emmy für die Fernsehsendung Tonight with Belafonte ausgezeichnet. In den 1990er Jahren arbeitete er meist mit dem Regisseur Robert Altman (1992; The Player) zusammen. Sein schauspielerisches Schaffen für Film und Fernsehen umfasst rund zwei Dutzend Produktionen; zuletzt war er 2018 in BlacKkKlansman zu sehen.

### Musik

#### Frühe Jahre
Bei einer seiner ersten Plattensessions nahm Belafonte 1949 – begleitet von einer Jazzband um Zoot Sims –  die Popsongs Smoke Gets in Your Eyes und The Night Has a Thousand Eyes (Jubilee #5035) auf; weitere zwei Nummern, Whispering und I Still Get a Thrill entstanden in Hollywood, als er vom Pete Rugolo Orchestra begleitet wurde. Im April desselben Jahres nahm Belafonte zwei Titel mit Machito and His Afro Cuboppers (u. a. mit Howard McGhee, Mario Bauzá und Armando Peraza) auf, Lean on Me (von Alan Greene/Edwin Waldman) und Recognition (Roost #501). Es gab wenige Hinweise beim damals 22-jährigen Sänger auf den kommenden Erfolg als „Calypso-König“, vielmehr sei der große Einfluss Nat King Coles hörbar, den Belafonte hier bewusst imitiere, hieß es bei Allmusic.

#### Calypso
1950 erhielt Belafonte einen Plattenvertrag bei Capitol Records, aber er lehnte die ihm vorgelegten kommerziellen Songs ab und der Vertrag wurde aufgelöst. Er versuchte einen Neuanfang mit reinem Folk-Repertoire, beeinflusst von der Musik der Westindischen Inseln. In diesem Rahmen trat er in einem New Yorker Nachtclub auf. Dort begeisterte Belafonte das Publikum mit seiner stilistischen Vielfalt und seinen Bühnenqualitäten, was ihm ein Engagement im berühmten Jazz-Club Village Vanguard einbrachte.
Es dauerte noch zwei Jahre, bis Belafonte 1956 mit seinem Album Calypso und dem Banana Boat Song Popgeschichte schrieb. Die karibischen Rhythmen trafen bei seinen Zeitgenossen auf offene Ohren und lösten einen Calypso-Boom aus. Belafonte war fortan der „King of Calypso“, auch wenn er dem plötzlichen Ruhm mit kritischer Distanz begegnete. Sein Album Belafonte at Carnegie Hall war drei Jahre in den Charts. Harry Belafonte stieg bis zu Beginn der 1960er Jahre zu einem der bekanntesten schwarzen Künstler auf. Weitere Hits aus dieser Zeit sind Matilda, Island in the Sun und Jamaica Farewell.
Auf seinen Tourneen hat Belafonte damals noch unbekannte Interpreten wie beispielsweise Nana Mouskouri präsentiert und so zu deren Popularität beigetragen. Sein Bühnenprogramm enthielt alles, was das Showbusiness zu bieten hat – von der internationalen Folklore über Musical bis zur Swingmusik –, was sich auch im kommerziellen Erfolg seiner Platten niederschlug: Mit über 150 Millionen verkauften Tonträgern lässt sich seine Karriere mit der von Frank Sinatra vergleichen.
Für seine Mitwirkung in John Murray Anderson’s Almanac (1953) erhielt er einen Tony und für die Alben Swing That Hammer (1965) und An Evening with Makeba/Belafonte (1965) einen Grammy Award. Musikalisch ließ Belafonte den Calypso danach hinter sich. Er nahm ein Gospel-Album auf, versuchte sich als Pop-Entertainer und machte auch weiterhin Folkmusik.

#### Spätere Erfolge

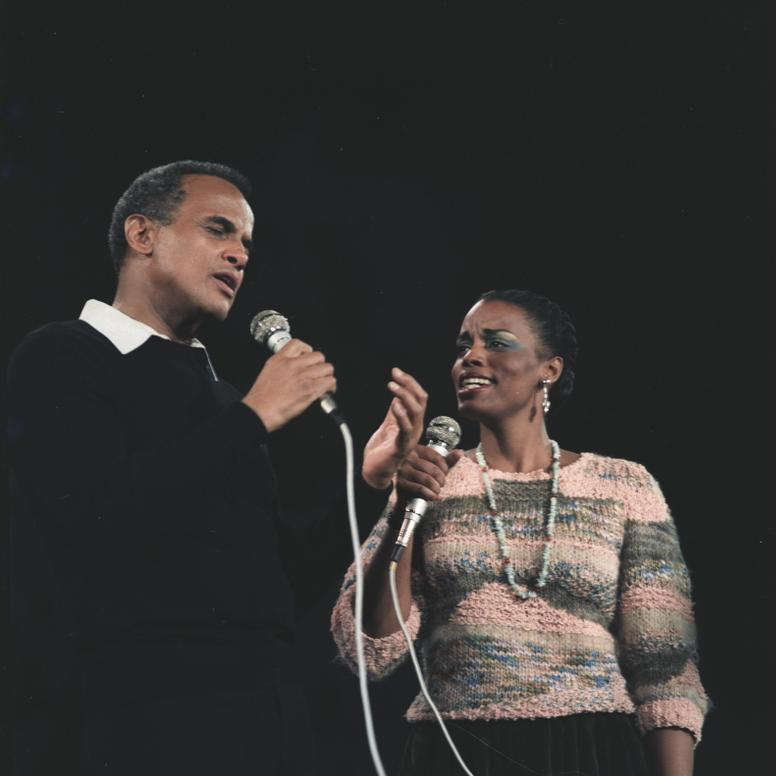
Harry Belafonte und Dianne Reeves (1983)

Zu Beginn der 1980er Jahre wandte sich Belafonte an Lionel Richie, Michael Jackson und Quincy Jones mit der Idee, eine Benefizsingle für die hungernde Bevölkerung in Afrika aufzunehmen. Daraus wurde das Projekt „USA for Africa“. In einer Session mit anderen bekannten Musikern entstand We Are the World, das sich millionenfach verkaufte. 1988 nahm Belafonte nach langer Zeit wieder ein eigenes Album auf, Paradise in Gazankulu, und tourte in der Folge wieder regelmäßig.

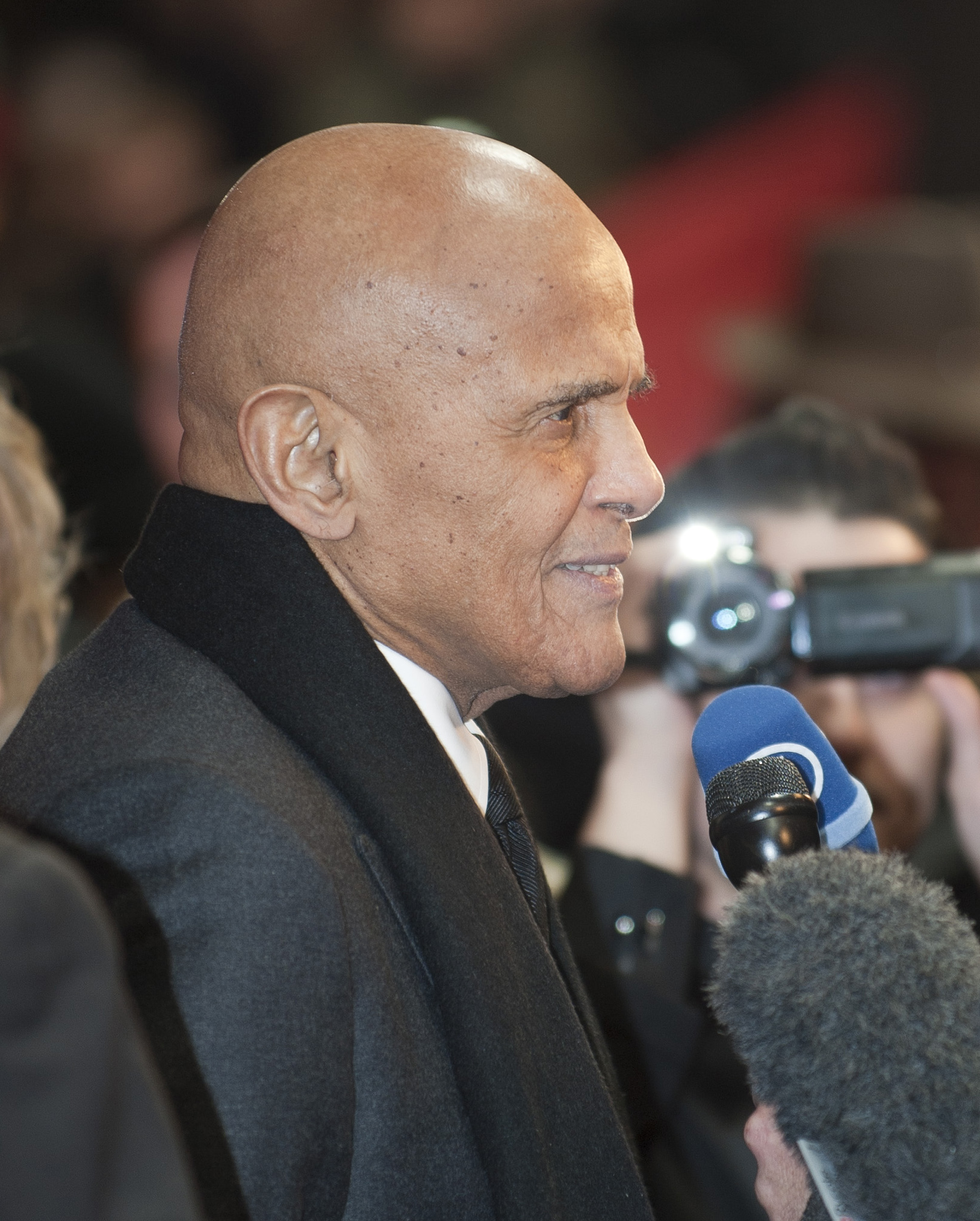
Harry Belafonte (2011)

In den 1990ern erlebten Harry Belafonte und seine Musik ein Comeback, und die junge Generation entdeckte ihn für sich. So wurden seine Konzerte zum generationenübergreifenden Erlebnis. 2002 veröffentlichte Belafonte sein Lieblingsprojekt: The Long Road to Freedom. Er hatte bereits 1954 begonnen, Songs für seine Anthologie schwarzer Musik zu sammeln – Lieder, die den „langen Weg in die Freiheit“ jener Amerikaner nachvollziehen, „die einst als Gefangene aus Afrika gekommen waren“. Diese fünf CDs beginnen mit Kriegsgesang der westafrikanischen Aschanti aus dem 17. Jahrhundert, gehen über nigerianische Kinderlieder, frühe Spirituals, kreolische Chöre aus dem Mississippi-Delta, Arbeits-, Gefängnis- und Plantagenlieder, Blues und Gospel bis zu den Balladen der großen Städte. Die Reise endet um das Jahr 1900.
Zur zeitgenössischen Musik sagte Belafonte, dass er in ihr nicht viel entdecken könne, das ihm gefalle, mit einer Ausnahme: der Rap-Kultur. Die von der unterprivilegierten schwarzen Jugend begründete Bewegung stellte für ihn eine der wichtigsten musikalischen Ausdrucksformen des 21. Jahrhunderts dar. „Die Hip-Hop-Kultur kommt aus der Bronx, aus den Armenvierteln. Musik und Texte protestierten gegen Unterdrückung, gegen Rassismus und dagegen, dass die Demokratie Amerikas nicht für alle Bürger gilt. Darum ging es am Anfang und damit wurde eine große amerikanische Folk-Tradition fortgeführt, die wir als ‚Musik des Volkes‘ bezeichnen. Die nur auf Profit und Geld bedachte Musikindustrie trat jedoch schnell auf den Plan, um diese neue Kultur zu vermarkten. Dadurch wurde ihr Inhalt korrumpiert. Sie bekam ein neues Gesicht, das von Gewalt und Materialismus geprägt war. Interessant ist, dass viele junge Leute, mit denen ich zu tun habe, jetzt diese Musik zu ihren ursprünglichen Wurzeln zurückholen wollen. Das macht mir viel Mut.“

### Politisches und soziales Engagement

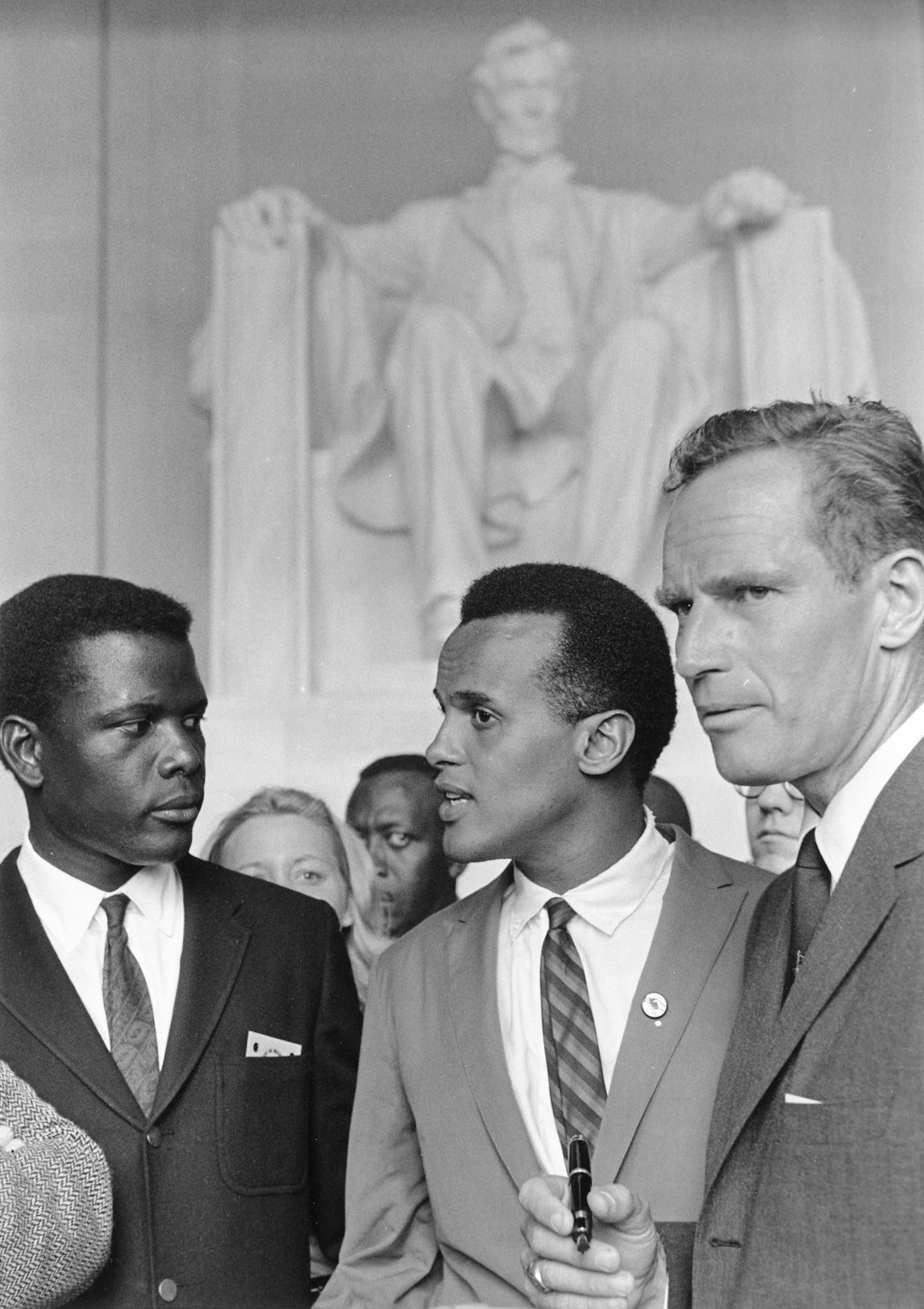
Harry Belafonte (Mitte) auf dem Marsch für Bürgerrechte 1963 in Washington D.C. mit Sidney Poitier (l.) und Charlton Heston (r.)

Harry Belafonte wurde an der Seite seiner Freunde Martin Luther King und Robert F. Kennedy zum Bürgerrechtler und engagierte sich gegen Apartheid und den Vietnamkrieg. So unterstützte er in den 1950er Jahren eine Stiftung, die Afrikanern durch Stipendienvergabe ein Studium in den USA ermöglichte. Ein Stipendiat war der Kenianer Barack Obama Senior, dessen Sohn Präsident der USA wurde.
Mit dem Einsatz für die schwarze Bürgerrechtsbewegung, seinem humanitären Engagement und als Aktivist der Friedens- und Anti-Atomkraft-Bewegung machte sich Belafonte durch Auftritte in der ganzen Welt einen Namen. Belafonte trat auch auf Friedensdemonstrationen in Deutschland auf und setzte sich in der Zeit der griechischen Militärdiktatur für den verfolgten Komponisten Mikis Theodorakis ein.
Das Geld, das er mit Werbung für Kaffee einnahm, spendete er der Indianerbewegung, und von seiner ersten verdienten Million baute er ein Krankenhaus für Arme. Ab 1987 war er Botschafter des Guten Willens der UNICEF. 2016 unterstützte er im Vorwahlkampf die Kandidatur von Bernie Sanders bei der Präsidentschaftswahl in den Vereinigten Staaten.

### Privates

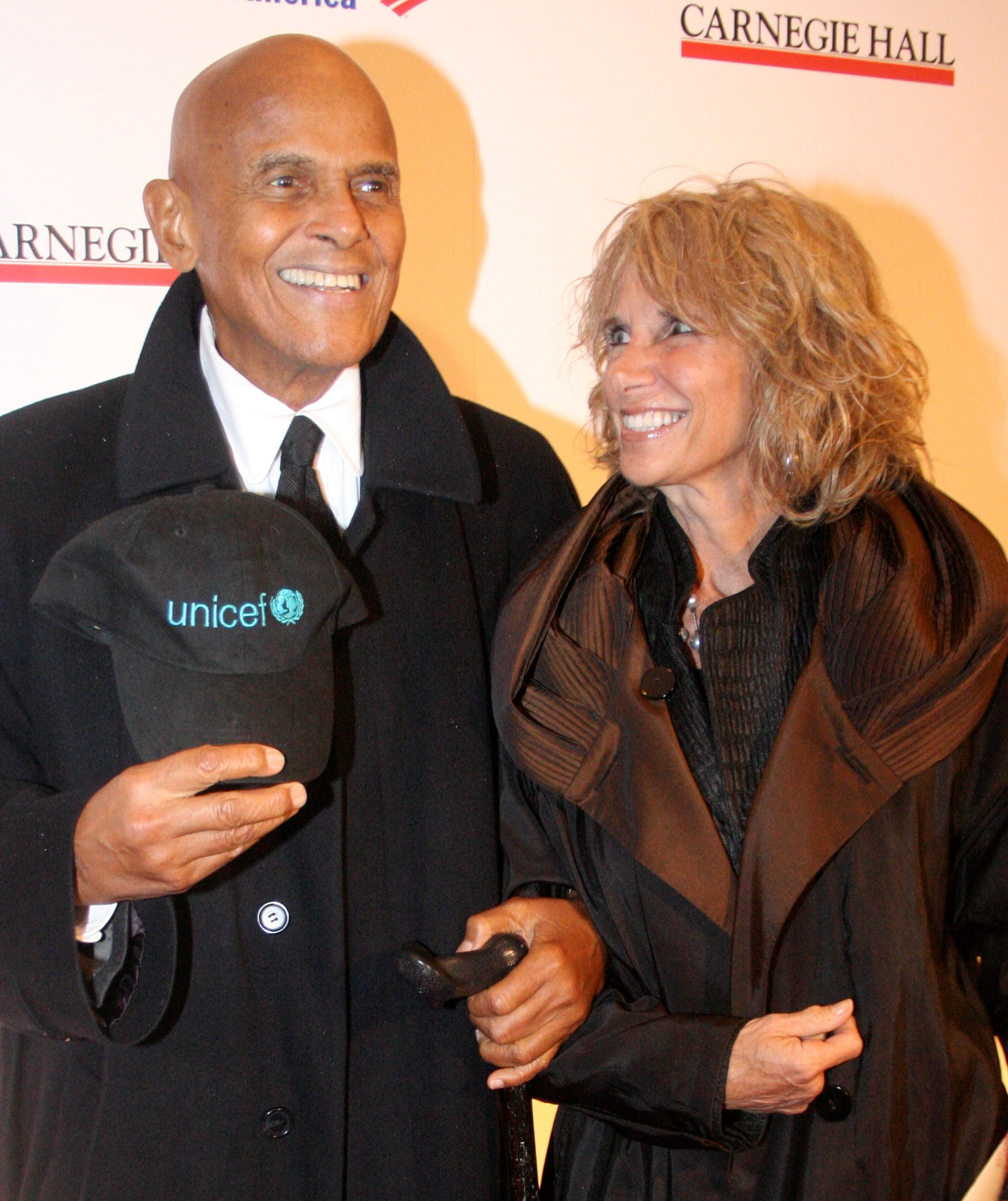
Harry Belafonte mit seiner Frau Pamela Frank (2011)

Harry Belafonte war von 1948 bis 1957 mit Marguerite Byrd verheiratet. Aus dieser Ehe stammen zwei Töchter, darunter die Schauspielerin und Sängerin Shari Belafonte. Danach war er 47 Jahre lang mit der Tänzerin und Schauspielerin Julie Robinson verheiratet. Sie bekamen einen Sohn und eine Tochter. 2008 heiratete er die Fotografin Pamela Frank.
Harry Belafonte starb im April 2023 im Alter von 96 Jahren in Manhattan an Herzversagen.

## Diskografie

### Alben
| Jahr | Titel                                            | Höchstplatzierung, Gesamtwochen, AuszeichnungChartplatzierungen (Jahr, Titel, Platzierungen, Wochen, Auszeichnungen, Anmerkungen) | Höchstplatzierung, Gesamtwochen, AuszeichnungChartplatzierungen (Jahr, Titel, Platzierungen, Wochen, Auszeichnungen, Anmerkungen) | Höchstplatzierung, Gesamtwochen, AuszeichnungChartplatzierungen (Jahr, Titel, Platzierungen, Wochen, Auszeichnungen, Anmerkungen) | Höchstplatzierung, Gesamtwochen, AuszeichnungChartplatzierungen (Jahr, Titel, Platzierungen, Wochen, Auszeichnungen, Anmerkungen) | Anmerkungen                   |
| Jahr | Titel                                            | DE | AT | CH | US | Anmerkungen                   |
| ---- | ------------------------------------------------ | --- | --- | --- | --- | ----------------------------- |
| 1956 | Mark Twain and Other Folk Favourits              | — | — | — | US3 (11 Wo.)US |                               |
| 1956 | Belafonte                                        | — | — | — | US1 Gold · (65 Wo.)US |                               |
| 1956 | Calypso                                          | — | — | — | US1 Gold · (99 Wo.)US |                               |
| 1957 | An Evening with Belafonte                        | — | — | — | US2 Gold · (20 Wo.)US |                               |
| 1957 | Belafonte Sings of the Caribbean                 | — | — | — | US3 (16 Wo.)US |                               |
| 1958 | Belafonte Sings the Blues                        | — | — | — | US16 (14 Wo.)US |                               |
| 1959 | Love Is A Gentle Thing                           | — | — | — | US18 (11 Wo.)US |                               |
| 1959 | Porgy and Bess                                   | — | — | — | US22 (18 Wo.)US |                               |
| 1959 | Belafonte at Carnegie Hall                       | — | — | — | US2 Gold · (168 Wo.)US |                               |
| 1960 | My Lord, What A Mornin’                          | — | — | — | US34 (1 Wo.)US |                               |
| 1960 | Belafonte Returns To Carnegie Hall               | — | — | — | US3 Gold · (38 Wo.)US |                               |
| 1961 | Jump-Up-Calypso                                  | — | — | — | US3 Gold · (67 Wo.)US |                               |
| 1962 | The Midnight Special                             | — | — | — | US8 (24 Wo.)US |                               |
| 1962 | The Many Moods Of Belafonte                      | — | — | — | US25 (22 Wo.)US |                               |
| 1962 | To Wish You A Merry Christmas                    | — | — | — | US125 (2 Wo.)US |                               |
| 1963 | Streets I Have Walked                            | — | — | — | US30 (26 Wo.)US |                               |
| 1963 | Die großen Erfolge                               | DE17 (3 Wo.)DE | — | — | — |                               |
| 1964 | Belafonte at the Greek Theatre                   | — | — | — | US17 (20 Wo.)US |                               |
| 1964 | Ballads, Blues and Boasters                      | — | — | — | US103 (7 Wo.)US |                               |
| 1965 | An Evening with Belafonte/Makeba                 | — | — | — | US85 (11 Wo.)US |                               |
| 1966 | An Evening with Belafonte/Mouskouri              | — | — | — | US124 (8 Wo.)US |                               |
| 1966 | In My Quiet Room                                 | — | — | — | US82 (10 Wo.)US |                               |
| 1967 | Calypso in Brass                                 | — | — | — | US172 (2 Wo.)US |                               |
| 1967 | Belafonte on Campus                              | — | — | — | US199 (3 Wo.)US |                               |
| 1970 | Homeward Bound                                   | — | — | — | US192 (2 Wo.)US |                               |
| 1975 | 20 Golden Hits                                   | — | AT3 (20 Wo.)AT | — | — | Charteinstieg in AT erst 1977 |
| 1977 | Seine 20 größten Hits                            | DE3 (5 Wo.)DE | — | — | — |                               |
| 1982 | Island in the Sun                                | DE9 (9 Wo.)DE | — | — | — |                               |
| 1982 | In Love with Harry Belafonte – 18 Romantic Songs | DE44 (7 Wo.)DE | AT11 (4 Wo.)AT | — | — |                               |
| 1989 | Belafonte ’89                                    | DE11 (11 Wo.)DE | AT26 (2 Wo.)AT | — | — |                               |
| 1998 | An Evening with Harry Belafonte & Friends        | DE87 (2 Wo.)DE | — | — | — |                               |
| 2023 | The Greatest Hits of Harry Belafonte             | — | — | CH68 (1 Wo.)CH | — |                               |

grau schraffiert: keine Chartdaten aus diesem Jahr verfügbar

### Singles
| Jahr | Titel Album          | Höchstplatzierung, Gesamtwochen, AuszeichnungChartplatzierungen (Jahr, Titel, Album, Platzierungen, Wochen, Auszeichnungen, Anmerkungen) | Höchstplatzierung, Gesamtwochen, AuszeichnungChartplatzierungen (Jahr, Titel, Album, Platzierungen, Wochen, Auszeichnungen, Anmerkungen) | Höchstplatzierung, Gesamtwochen, AuszeichnungChartplatzierungen (Jahr, Titel, Album, Platzierungen, Wochen, Auszeichnungen, Anmerkungen) | Höchstplatzierung, Gesamtwochen, AuszeichnungChartplatzierungen (Jahr, Titel, Album, Platzierungen, Wochen, Auszeichnungen, Anmerkungen) | Anmerkungen         |
| Jahr | Titel Album          | DE | AT | UK | US | Anmerkungen         |
| ---- | -------------------- | --- | --- | --- | --- | ------------------- |
| 1956 | Jamaica Farewell –   | — | — | — | US17 (26 Wo.)US |                     |
| 1956 | Mary’s Boy Child –   | — | — | UK1 (19 Wo.)UK | US15 (5 Wo.)US |                     |
| 1957 | Banana Boat Song –   | DE1 (24 Wo.)DE | — | UK2 (18 Wo.)UK | US5 (20 Wo.)US |                     |
| 1957 | Hold ’em Joe –       | — | — | — | US84 (4 Wo.)US |                     |
| 1957 | Mama Look at Bubu –  | — | — | — | US13 (20 Wo.)US |                     |
| 1957 | Don’t Ever Love Me – | — | — | — | US90 (2 Wo.)US |                     |
| 1957 | Cocoanut Woman –     | DE26 (4 Wo.)DE | — | — | US48 (10 Wo.)US |                     |
| 1957 | Island in the Sun –  | DE12 (11 Wo.)DE | — | UK3 (25 Wo.)UK | US42 (18 Wo.)US |                     |
| 1957 | Scarlet Ribbons –    | — | — | UK18 (6 Wo.)UK | — | mit Millard Thomas  |
| 1958 | Little Bernadette –  | — | — | UK16 (7 Wo.)UK | — |                     |
| 1958 | The Son of Mary –    | — | — | UK18 (4 Wo.)UK | — |                     |
| 1961 | Hole in the Bucket – | — | — | UK32 (8 Wo.)UK | — | mit Odetta          |
| 1989 | Skin to Skin –       | DE73 (1 Wo.)DE | AT13 (12 Wo.)AT | — | — | mit Jennifer Warnes |

grau schraffiert: keine Chartdaten aus diesem Jahr verfügbar
Weitere Singles
- Smoke Gets in Your Eyes/The Night Has a Thousand Eyes (Jubilee 5035)[13]
- Lean on Me/Recognition (Roost 501)[14]
- The Blues Is Man, Part 1/2 (RCA Victor 20-6458)
- Angelina
- Come Back Liza
- Cotton Fields
- Cu Cu Ru Cu Cu Paloma
- Gomen Nasai
- Gotta Travel On
- Haiti Cherie
- Hold’em Joe
- I’m Just a Country Boy
- Jump in the Line (UK: Silber)
- La Bamba
- Matilda
- Round the Bay of Mexico
- Try to Remember
- Two Brothers
- Come Away Melinda

## Filmografie
- 1953: Bright Road – Regie: Gerald Mayer
- 1954: Carmen Jones
- 1957: Heiße Erde (Island in the Sun) – Regie: Robert Rossen
- 1959: Die Welt, das Fleisch und der Teufel (The World, the Flesh and the Devil) – Regie: Ranald MacDougall
- 1959: Wenig Chancen für morgen (Odds Against Tomorrow)
- 1970: Ein Engel namens Levin (The Angel Levine) – Regie: Jan Kadar
- 1971: Der Weg der Verdammten (Buck and the Preacher) – Regie: Sidney Poitier
- 1974: Samstagnacht im Viertel der Schwarzen (Uptown Saturday Night)
- 1984: Beat Street (Produzent)
- 1992: The Player
- 1994: Prêt-à-Porter
- 1995: Straße der Rache (White Man’s Burden) – Regie: Desmond Nakano
- 1996: Kansas City
- 1999: Swing Vote – Die entscheidende Stimme (Swing Vote) – Regie: David Anspaugh
- 2006: Bobby
- 2011: Sing Your Song – Regie: Susanne Rostock (Dokumentarfilm)
- 2018: BlacKkKlansman

## Auszeichnungen und Ehrungen (Auswahl)

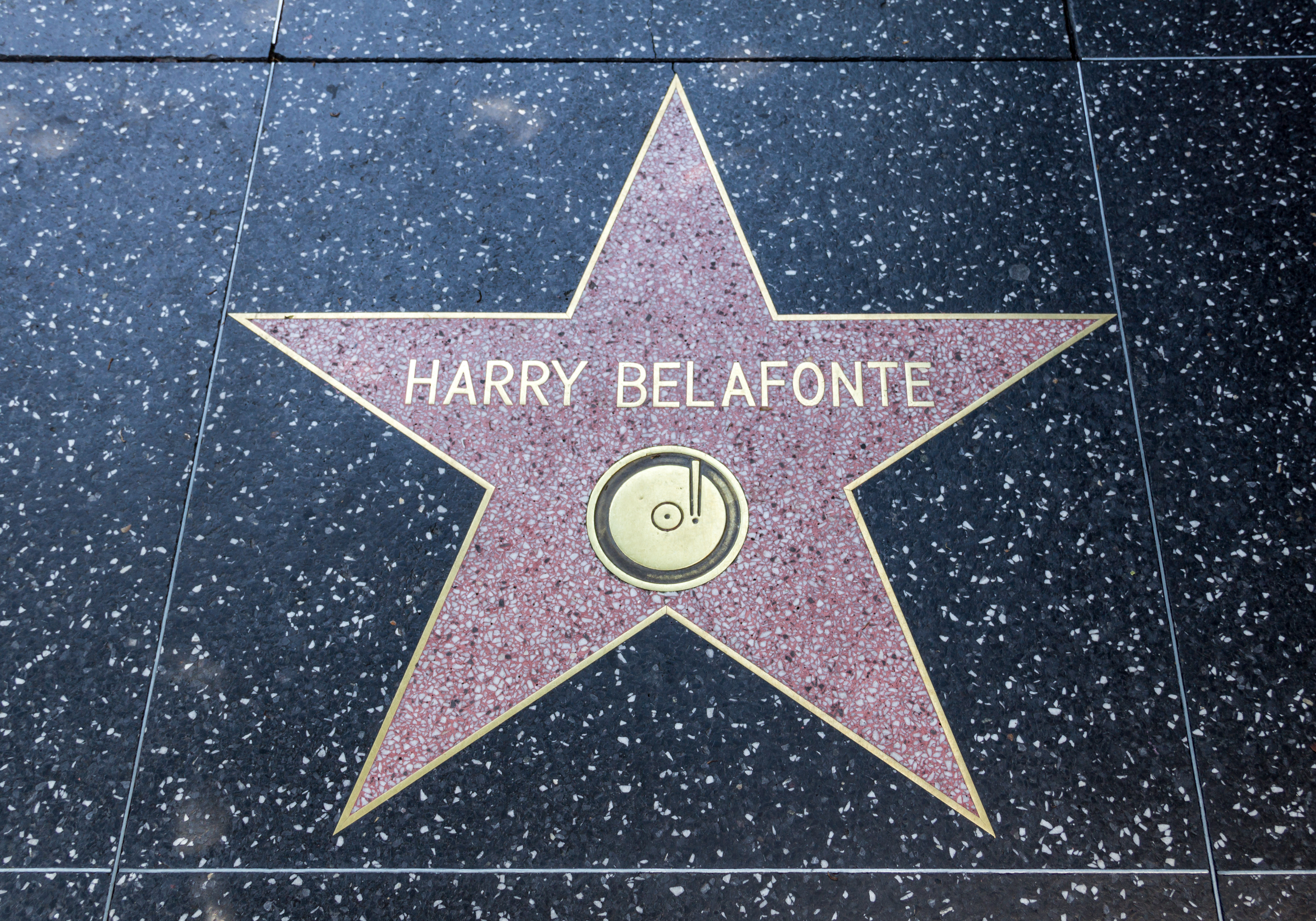
Harry-Belafonte-Stern auf dem Hollywood Walk of Fame

Für seine Bemühungen erhielt Harry Belafonte zahlreiche Preise und Anerkennungen:
- 1985 bekam er einen Grammy
- 1988 erhielt er den Leader for Peace Award des Peace Corps.
- 2006 erhielt Belafonte den BET Humanitarian Award (Black Entertainment Television).
- Am 15. Februar 2011 wurde er mit dem Ehrenpreis von UNICEF für sein soziales Engagement ausgezeichnet.
- 2013 ernannte ihn Amnesty International zum „Botschafter des Gewissens“.
- Am 6. März 2014 wurde Belafonte zum Ehrendoktor des Berklee College of Music ernannt[15]
- Am 8. November 2014 erhielt er den Ehrenoscar der Academy of Motion Picture Arts and Sciences für sein Lebenswerk und seinen Einsatz für die amerikanische Bürgerrechtsbewegung.
- 2020 erhielt er den Lebenswerk-Preis der Los Angeles Film Critics Association
- 2021 wurde er als Chevalier de la Légion d’Honneur, vergeben durch die französische Botschaft in den USA, ausgezeichnet

## Trivia
In den 1980er Jahren war Belafonte Gast in der von Frank Elstner moderierten Sendung Wetten, dass..?.